# Mohammad Nosrati
Mohammad Nosrati (n. Karaj, Irán, 10 de enero de 1982) es un exfutbolista y entrenador de fútbol iraní. Se desempeñaba como defensa y actualmente dirige al FC Pars Jonoubi Jam de la Iran Pro League.

## Selección nacional
Ha sido internacional con la Selección de fútbol de Irán, ha jugado 81 partidos internacionales y ha anotado 5 goles. Incluso participó con su selección, en la Copa del Mundo de Alemania 2006, donde su selección quedó eliminado en la primera fase y Nosrati jugó los 3 partidos de su selección, en el mundial realizado en Alemania, También estuvo en Brasil 2014 aunque no tuvo Minutos

### Participaciones en Copas del Mundo
| Mundial                                                       | Sede            | Resultado    |
| ------------------------------------------------------------- | --------------- | ------------ |
| Copa Mundial de Fútbol de 2006 Copa Mundial de Fútbol de 2014 | Brasil Alemania | Primera fase |

## Clubes
| Club             | País                   | Año         |
| ---------------- | ---------------------- | ----------- |
| Persépolis       | Irán                   | 1997 - 1998 |
| PAS              | Irán                   | 1998 - 2000 |
| Aboomoslem       | Irán                   | 2000 - 2001 |
| PAS              | Irán                   | 2001 - 2007 |
| Persépolis       | Irán                   | 2007 - 2008 |
| Al-Nasr          | Emiratos Árabes Unidos | 2008 - 2009 |
| Tractor Sazi     | Irán                   | 2009 - 2010 |
| Al-Nasr          | Emiratos Árabes Unidos | 2010        |
| Tractor Sazi     | Irán                   | 2010 - 2011 |
| Persépolis       | Irán                   | 2011 - 2012 |
| Tractor Sazi     | Irán                   | 2012 - 2014 |
| Paykan           | Irán                   | 2014 - 2015 |
| Gostaresh Foulad | Irán                   | 2015 - 2016 |
| Machine Sazi     | Irán                   | 2016 - 2017 |
| Gostaresh Foulad | Irán                   | 2017        |
| Naft Tehran      | Irán                   | 2017 - 2018 |
| Oxin Alborz FC   | Irán                   | 2018 - 2019 |